# Маньотта, Лука
Лу́ка Ро́кко Маньо́тта (англ. Luka Rocco Magnotta), при рождении Э́рик Кли́нтон Кирк Нью́ман (англ. Eric Clinton Kirk Newman, пользовался также псевдонимом Vladimir Romanov; род. 24 июля 1982, Скарборо, Онтарио) — канадец, обвинённый в убийстве, расчленении, последующем изнасиловании и, вероятно, частичном поедании китайского студента. Приговорён к пожизненному лишению свободы.

## Биография
Эрик Клинтон Кирк Ньюман родился в Скарборо у Анны Юркин (русской по происхождению) и Дональда Ньюмана. С детства комплексовал по поводу своей внешности, поэтому, повзрослев, сделал себе несколько пластических операций и начал работать актёром гей-порно. Первый опыт съёмок в гомосексуальном порно относится к 2003 году, но в основном это были второсортные ролики. В дальнейшем Эрик засветился в гей-эскорте, стриптизе и даже занимался проституцией. 12 августа 2006 года официально сменил имя на более необычное — Лука Маньотта.
В 2005 году Маньотта был осуждён за мошенничество: он украл кредитную карту у своей знакомой и, переодевшись женщиной, потратил на покупки сумму в 16900 канадских долларов. Тогда он отделался условным сроком в девять месяцев.
В 2007 году принимал участие в кастинге реалити-шоу COVERguy, но в конечном итоге получил отказ.
В официальной биографии Маньотты остаётся множество белых пятен и неточностей. В частности, по той причине, что Лука даже на допросах в полиции несколько раз менял показания. Близко знавшие его люди (друзья и родственники) утверждали в общении со СМИ, что он всегда страдал манией величия и обладал гипертрофированной фантазией.

## Убийство студента из Китая
25 мая 2012 года Лука пригласил к себе домой 33-летнего студента факультета инженерии и информатики по обмену из Китая Цзюнь Линя. Усыпив и убив жертву, включил камеру и записал следующие действия: нанёс множество колюще-режущих ранений заточенной отвёрткой перекрашенной в серый цвет (чтобы было похоже на нож для колки льда) в грудь, расчленил труп, онанировал себе отрезанной от трупа рукой, затем совершил половой акт с трупом Цзюнь Линя, ножом и вилкой отрезал часть ягодицы трупа, поднёс щенка и дал ему попробовать мяса от трупа (после убил щенка), засунул трупу бутылку в анальное отверстие. Потом Лука смонтировал свои действия с трупом в 10-минутный видеоролик, наложил музыку из фильма «Американский психопат» (а именно использованную в саундтреке композицию «True Faith» группы New Order) и выложил на сайт bestgore.com. На суде выяснилось, что в этом видео в качестве жертв присутствовали два разных человека. Первая жертва — иностранец из Колумбии, заснят на видео живым и связанным в середине мая. Как показали камеры видеонаблюдения, на следующий день он ушёл, шатаясь, поддерживаемый Маньоттой. Позже, Линь Цзюнь (на видео мёртвый и не связанный) был ещё до записи видео подпоен снотворным и убит.
26 мая 2012 года в полицию сообщили об убийстве в видео. Полицейские сначала решили, что это подделка. Позже полиция подтвердила его подлинность.
29 мая 2012 года в мусоре возле дома Маньотты нашли чемодан с человеческим торсом. Линь Цзюнь на тот момент числился пропавшим. В этот же день в штаб-квартиру Консервативной партии Канады пришла посылка с отрезанной человеческой ступнёй. В посылке лежала записка, в которой убийца сообщал, что всего разослал по разным адресам шесть частей тела и предупреждал, что не остановится на одном убийстве. К делу подключился Интерпол. 4 июня 2012 года Маньотту арестовали в интернет-кафе в Берлине во время чтения статьи о себе. 5 июня 2012 года в две школы пришли посылки, по утверждению работников, со странным запахом.
18 июня 2012 года Лука Маньотта был экстрадирован в Канаду для правосудия. Маньотта был доставлен на родину из Германии канадским военным самолётом, который прибыл в Монреаль. 1 июля 2012 года в парке была найдена голова жертвы. 21 июня 2012 года слушание было назначено на март 2013 года. Поскольку ступня убитого китайца была отправлена по почте в штаб-квартиру правящей Консервативной партии Канады, Маньотте было также предъявлено обвинение в оскорблении премьер-министра и членов парламента.

## Участие в английской Википедии
Лука Маньотта в 2007 и 2008 годах пытался написать о себе статью в английской Википедии, используя разные учётные записи, но статья была удалена как незначимая. После убийства китайского студента статья была восстановлена вместе с историей правок удалённых версий, после чего можно было видеть всю историю её редактирования.
Начиная с октября 2011 года кто-то пытался вносить изменения в статью про Карлу Хомолку (англ. Karla Homolka), серийную убийцу из Канады, пытаясь выдать её за жену Луки Маньотты, в то время как в статье говорится о том, что её мужем является Тьери Борделе. Затем статья не редактировалась до февраля 2012 года, когда туда опять кто-то стал вставлять ту же самую информацию о том, что Лука Маньотта является её мужем. Аналогичные попытки внесения этой информации были 4-го, 5-го и 30-го марта 2012 года от имени разных пользователей.

## Суд
11 марта 2013 года в Монреале началось предварительное слушание дела Луки Рокко Маньотты. Во время предварительного слушания суд должен был решить, проводить ли судебное разбирательство. Отец Цзюнь Линя, Лин Диран, приехал из Китая, чтобы присутствовать на слушании. Заседание суда проходило в закрытом режиме. Лука заявил о своей невиновности.
29 сентября 2014 года в Монреале начался суд с участием присяжных. Маньотта подтвердил, что убил и расчленил свою жертву, но заявил, что не считает себя виновным, поскольку психически нездоров. В ходе судебного разбирательства адвокат Люк Леклер также утверждал, что Маньотта находился в психозе во время совершения преступления и не мог нести ответственность за свои действия. Королевский прокурор заявил, что убийство Цзюнь Линя было организованным и преднамеренным, и что Маньотта полностью в ответе за свои действия. 
Суд признал Луку виновным в убийстве и надругательстве над телом убитого, публикации непристойных материалов, рассылке непристойностей по почте и преследовании премьер-министра Канады Стивена Харпера и членов парламента.
23 декабря 2014 года Лука Маньотта был приговорён к пожизненному заключению с возможностью условно-досрочного освобождения не ранее чем через 25 лет, что в канадской судебной системе является обязательным приговором для случаев заранее спланированного убийства. По остальным обвинениям получил максимально возможный приговор, 19 лет тюрьмы, но с отбыванием срока одновременно с пожизненным заключением. 19 января 2015 года подал апелляционную жалобу на приговор. Во время заседания суда апелляционной инстанции 18 февраля 2015 года заявил об отказе от обжалования приговора.

## Психическое здоровье
| Эксперт           | Поставленный диагноз                                                                                          |
| ----------------- | --- |
| Доктор Рой        | Пограничное расстройство личности с истероидными чертами                                                      |
| Доктор Пэрис      | Пограничное расстройство личности                                                                             |
| Доктор Чамберлэнд | Диссоциальное расстройство личности, истерическое расстройство личности, нарциссическое расстройство личности |
| Доктор Аллард     | Параноидная шизофрения                                                                                        |
| Доктор Уоттс      | Шизофрения, истерическое расстройство личности, нарциссическое расстройство личности, парафилия               |
| Доктор Барт       | Параноидная шизофрения                                                                                        |

Во время судебного разбирательства были предоставлены доказательства того, что в подростковом возрасте у Маньотты была диагностирована параноидная шизофрения, вероятно, вызванная пристрастием к наркотическим веществам. Доктор Джоэль Уоттс заявил, что Маньотта демонстрировал симптомы шизофрении (недифференцированного типа), истерического расстройства личности, пограничного расстройства личности и сексуальных девиаций. Обвиняемый также беседовал с рядом других врачей. Несмотря на предположения об имеющейся у Луки Маньотты шизофрении, его действия были оценены как спланированные и организованные, что подтвердило его вменяемость, и наиболее вероятной причиной действий Маньотты признали истерическое расстройство личности.

## Жизнь в заключении
Отбывает своё наказание в тюрьме Порт-Картье в Квебеке. В 2017 году Маньотта вышел замуж за своего сокамерника, который тоже отбывает пожизненный срок за убийство. Свидетелем на свадьбе была мать Маньотты. В 2018 году она совместно с другим автором выпустила книгу о своём сыне. В 2022 году Лука был вместе с мужем переведён в тюрьму средней безопасности Ла-Макаса в Квебеке. Он стал идентифицировать себя как трансгендер и взял имя Виолетта .

## Подражатели
В 2021 году британский трансгендер Скарлет Блейк под впечатлением от просмотра документального сериала о Луке Маньотте сняла на камеру жестокое убийство и расчленение кошки, а спустя четыре месяца совершила убийство испанца. За это её в 2024 году приговорили к пожизненному заключению . 

## В массовой культуре
Документальный мини-сериал от Netflix «Руки прочь от котиков! Охота на интернет-убийцу» (англ. Don't F**k With Cats: Hunting An Internet Killer) посвящён расследованию интернет-детективами убийства котят и студента, совершённых Лукой Маньоттой. В документальном мини-сериале был показан отрывок из российской телепередачи «Большая разница».
1 августа 2024 года вышел клип песни "Violets are Blue" группы SKYND. В содержании песни есть отсылка к биографии Луки Маньотты. 